# Mario Soto Soto
José Mario Soto Soto ((Santiago, Chile, 16 de julio de 1933-28 de septiembre de 1998), conocido como Mario Soto, fue un futbolista profesional chileno. Jugó como volante y delantero. Fue titular en el Campeonato Sudamericano 1959 con la selección de su país y convirtió dos goles.

## Trayectoria
Tras dar sus primeros pasos en el fútbol amateur de San Miguel, a inicios de los años 1950, Soto se inició como jugador profesional en Magallanes. En las temporadas siguientes, comenzó a destacar en Universidad Católica, donde se consagró campeón del Torneo oficial 1961. En dicho campeonato, jugó 25 partidos y convirtió 7 goles. Además, fue uno de los tres goleadores de Copa Chile 1961. En la temporada siguiente, formó parte del equipo que enfrentó a Santos en semifinales de Copa Libertadores.

### Selección chilena
Como jugador de Universidad Católica, fue nominado en diez ocasiones a la Selección de fútbol de Chile. Con la Roja jugó el Campeonato Sudamericano 1959, y el 26 de marzo de ese año convirtió dos goles en el triunfo por 5:2 ante Bolivia.

## Palmarés

### Torneos nacionales
| Título           | Club                 | País  | Año  |
| ---------------- | -------------------- | ----- | ---- |
| Primera división | Universidad Católica | Chile | 1961 |